# Handlebars
Pour l’article homonyme, voir Handlebars (moteur de template).
Handlebars est une chanson du groupe Flobots. Écrite et enregistrée en 2005, elle était d'abord destinée au premier maxi du groupe, Flobots Present...Platypus (en). Elle a finalement été incluse au premier album du groupe Fight with Tools. Premier single de l'album, elle est, à ce jour, le plus grand succès du groupe, ayant atteint le #3 du Billboard Modern Rock Tracks trois semaines après sa sortie.

## Thème
« I can lead a nation with a microphone

With a microphone

With a microphone »

— Flobots, Handlebars
D'après Jamie Laurie, la chanson « traite de l'idée que nous avons un incroyable potentiel en tant qu'être humain, autant destructif que créatif. [...] Et, pour moi, il est tragique que l'appétit pour l'innovation militaire soit sans fin alors qu'un projet comme mettre fin à la faim dans le monde est vu comme utopiste. Il n'est pas traité avec le même sérieux. »,

## Palmarès
| Palmarès (2008)                       | Position maximale |
| ------------------------------------- | ----------------- |
| U.S. Billboard Hot Modern Rock Tracks | 3                 |
| U.S. Billboard Top 40 Mainstream      | 30                |
| U.S. Billboard Hot Digital Songs      | 20                |
| U.S. Billboard Pop 100                | 34                |
| U.S. Billboard Hot 100                | 37                |
| UK Singles Chart                      | 14                |
| New Zealand Singles Chart             | 26                |
| Canadian Hot 100                      | 63                |